# Авлии
Авлиите (gens Aulia) са фамилия от Древен Рим. Вероятно са плебейска фамилия.
Известни от фамилията:
- Квинт Авлий, дядо на консула от 323 и 319 пр.н.е.
- Квинт Авлий, баща на консула от 323 и 319 пр.н.е.
- Квинт Авлий Церетан, консул 323 и 319 пр.н.е.
- Маний Авлий, префект (praefectus socium), участва в битката против Ханибал през 208 пр.н.е.[1]